# ピナケス
『ピナケス』（古希: Πίνακες 英: Pinakes）は、前3世紀・ヘレニズム期のカリマコスの著作。アレクサンドリア図書館の蔵書目録。現存しない。

## 解説
アテナイオス『食卓の賢人たち』などに引用されて、佚文が断片的に伝わる。『スーダ』では、カリマコスの800に及ぶ著作の一つとして、全120巻に及ぶ『学問の全分野において傑出した人物とその著書のピナケス』があったと伝えられる。
学術書や文芸書から、料理書や宴会マナーの書に至る、あらゆる書物が載っていた。図書分類法は、分野別の主題分類（分野わけは諸説あり）であり、その下に時代順またはアルファベット順で著者別に書物を並べていた。書誌情報として、インキピット・解題・総行数・著者の伝記などが記されていた。
「ピナケス」という単語は、「ピナクス」の複数形であり、本来は「書板」「粘土板」「銘板・刻板」を意味したが、転じて「目録」を意味するようになった。
カリマコスはアレクサンドリア図書館の司書または協力者だった。カリマコスの弟子で4代館長のビュザンティオンのアリストパネスは増補版を作った。
他の古典古代の図書館（ペルガモン図書館やウルピア図書館）の蔵書目録の状況は定かでない。伝記付き目録の伝統は、ディオゲネス・ラエルティオス『ギリシア哲学者列伝』、ミレトスのヘシュキオスの著作、フォティオス『ビブリオテーケー』、『スーダ』などに引き継がれた。